# Feldberger Seenlandschaft
Feldberger Seenlandschaft – gmina w Niemczech, w kraju Meklemburgia-Pomorze Przednie, w powiecie Mecklenburgische Seenplatte.
Gmina powstała 13 czerwca 1999 z połączenia miasta Feldberg oraz czterech gmin: Conow, Dolgen, Lichtenberg i Lüttenhagen.

## Dzielnice
Obecnie gmina Feldberger Seenlandschaft składa się z następujących dzielnic:
Cantnitz, Carwitz, Conow, Dolgen, Dolgen Siedlung, Feldberg, Gräpkenteich, Hasselförde, Hochfeld, Hohenwippel, Koldenhof, Köllershof, Krumbeck, Labee, Laeven, Lichtenberg, Lüttenhagen,  Mechow, Neubrück, Neugarten, Neuhof, Rosenhof, Schlicht, Schönhof, Tornowhof, Triepkendorf, Waldsee, Weitendorf, Wendorf, Wittenhagen i Wrechen.

## Współpraca
- powiat drawski, Polska
- Glandorf, Dolna Saksonia